# Lionel Rogosin
Lionel Rogosin (New York, 22 gennaio 1924 – Los Angeles, 8 dicembre 2000) è stato un regista e produttore cinematografico statunitense.
Esponente del New American Cinema, ne rappresenta la tendenza più aperta all'analisi sociale come dimostrano i suoi film: On the Bowery (Sulla Bowery, del 1956), che descrive il mondo allucinante degli alcolizzati; Come back, Africa (Torna Africa, del 1958), sulle conseguenze dell'apartheid nel Sudafrica e il suo programma televisivo Out (Fuori, del 1957), sui profughi ungheresi.
Per ottenere il massimo approfondimento realistico del racconto Rogosin ha adottato in queste opere un linguaggio basato sull'assimilazione di due tecniche analoghe, quella dell'inchiesta televisiva e quella del cinema verità.
Nel 1965 realizzò Good Times, Wonderful Times (Tempi belli, tempi meravigliosi) che è invece quasi per intero un film di montaggio.